# Fishery Resources Monitoring System
Le Fishery Resources Monitoring System, ou FIRMS (en français, Système de suivi des ressources halieutiques), est un partenariat d'organisations de pêche intergouvernementales qui partagent un large éventail d'informations de première qualité concernant le suivi et la gestion à l'échelle mondiale des ressources halieutiques marines.

## Activités
- FIRMS rassemble différentes organisations et organismes de pêche qui collaborent dans le cadre d'un accord formel pour partager l'information sur les ressources halieutiques et rendre compte de la situation.
- Le Secrétariat et la maintenance du système font partie du programme régulier de la FAO (Organisation des Nations unies pour l'alimentation et l'agriculture).
- Il a été créé en février 2004 en réponse au besoin d'assurer une durabilité des ressources halieutiques et de fournir une information fiable, pertinente et actualisée à l'échelle mondiale.
- Le Système a pour objet de fournir aux responsables des politiques l'information la plus complète possible faisant autorité permettant d'élaborer des politiques de pêche efficaces conformes au Code de conduite pour une pêche responsable mis en place par la FAO.

Ce Code de conduite pour une pêche responsable, adopté par les États membres de la FAO le 31 octobre 1995, contient une vaste série de principes et méthodes visant à développer et à gérer la pêche et l'aquaculture. Le Code est un instrument volontaire et non obligatoire reconnu comme norme mondiale énonçant les objectifs de la pêche et de l'aquaculture durable pour les décennies à venir.
- L'information disponible dans FIRMS est basée sur des protocoles et des standards de données internationaux. Il bénéficie également des fonctionnalités du système mondial d'information sur les pêches (FIGIS) de la FAO.
- L'information est présentée sous la forme de fiches de renseignements synthétisés et de résumés de l'état des ressources qui contiennent des illustrations, des cartes de répartition géographique,  des données d'ordre général en biologie et l'habitat, des résultats d'évaluation scientifique, des considérations sur la gestion et des déclarations sur la situation et les tendances.

## Partenaires
Les partenaires de FIRMS sont au nombre de 13, regroupant les principales organisations interrégionales de pêche : 
- Convention sur la conservation de la faune et la flore marines de l'Antarctique (CCAMLR)
- Commission pour la Conservation du Thon rouge du Sud (CCSBT)
- Commission internationale pour la conservation des thons de l'Atlantique (CICTA)
- Commission Générale des Pêches pour la Méditerranée (CGPM)
- Conseil international pour l'exploration de la mer (CIEM)
- Commission des thons de l'océan Indien (CTOI)
- Office Statistique des Communautés Européennes (EUROSTAT)
- Organisation des Nations unies pour l'alimentation et l'agriculture (FAO) - Département des pêches
- Commission inter-Américaine pour le thon tropical (IATTC)
- Commission pour les pêcheries de l'Atlantique Nord-Est (NEAFC)
- Organisation des pêches de l'Atlantique nord-ouest (OPANO)
- Centre de développement des pêches en Asie du Sud-Est (SEAFDEC)
- Organisation pour les pêcheries de l'Atlantique Sud-Est (SEAFO)

Les partenaires de FIRMS s'engagent à fournir les meilleures bases scientifiques sur la situation et les tendances des ressources halieutiques et des pêcheries.